# Наумівське
Нау́мівське —  село в Україні, у Ніжинському районі Чернігівської області. Входить до складу Ніжинської міської громади. Населення становить 53 осіб. До 2018 року орган місцевого самоврядування — Кунашівська сільська рада.

## Історія
Відсутнє в переліку населених пунктів Ніжинського повіту станом на 1800 р. Є на карті Шуберта 1869 року як х. Наумівка.
Ймовірно виникло саме в цей період. 1924 року - х. Наумівський Кунашівської сільради Ніжинського району Ніжинського округу Чернігівської губернії, 45 дворів, 204 жителі. На мапі РСЧА 1941 року - х.Наумівський, 45 дворів.